# Scaphios napo
Espèce
Scaphios napo est une espèce d'araignées aranéomorphes de la famille des Oonopidae.

## Distribution
Cette espèce est endémique de la province de Napo en Équateur,. Elle se rencontre à Yanayacu entre 2 085 et 2 140 m d'altitude dans la cordillère Orientale.

## Description
Le mâle holotype mesure 1,80 mm et la femelle paratype 2,40 mm.

## Étymologie
Cette espèce est nommée en référence au lieu de sa découverte, la province de Napo.

## Publication originale
- Platnick & Dupérré, 2010 : The Andean goblin spiders of the new genera Niarchos and Scaphios (Araneae, Oonopidae). Bulletin of the American Museum of Natural History, no 345, p. 1-120 (texte intégral).